# 佩尼日科韋
48°52′26″N 30°1′37″E / 48.87389°N 30.02694°E
佩尼日科韋（烏克蘭語：Пеніжкове）是位於烏克蘭中部的村莊，由切爾卡瑟州烏曼區的赫里斯蒂尼夫卡市鎮負責管轄。該村始建於十七世紀，面積1.48平方公里，海拔高度234米，2025年人口397，人口密度每平方公里356.1人。